# 大スペースシャトル展
大スペースシャトル展（だいスペースシャトルてん）は、日米協会主催で1983年から1984年にかけて日本で開催された、宇宙開発に関するイベント。キャッチコピーは「シャトルがくる、世界初のスペース博」。

## 概要
1983年6月からのべ11ヶ月に渡って東京都・大阪府・三重県の3会場で開催された、アメリカ合衆国の宇宙開発に関する博覧会。
当時はNASA設立25周年であり、NASAの全面的な協力を得て実現した。実際にスペースシャトル計画で用いられたスペースシャトルオービターの実物大モックアップが展示され、月の石や宇宙服、宇宙船用パラシュートなども展示された。日本国内ではこの時初めて実物大のスペースシャトルを見た人が多く、日本において宇宙開発に関する理解を深めるのに貢献した。1983年6月23日に東京会場で行われた開会式には日系三世の宇宙飛行士であるエリソン・オニヅカがNASA代表として来日し、記念スピーチを行っている。
会場に設けられた売店では宇宙食や記念メダル、無重力ボールペン等が販売された。会場で販売された当展のパンフレット、『SPACE AGE BOOK』は、NASAの25年に渡る歴史の解説とともに、アメリカの宇宙開発史と歴代の宇宙船を解説しており、学術専門書以外の書籍としては、当時日本で一般的に入手できるものとしては非常に高い資料性を持つものとなっていた。

## パスファインダー号

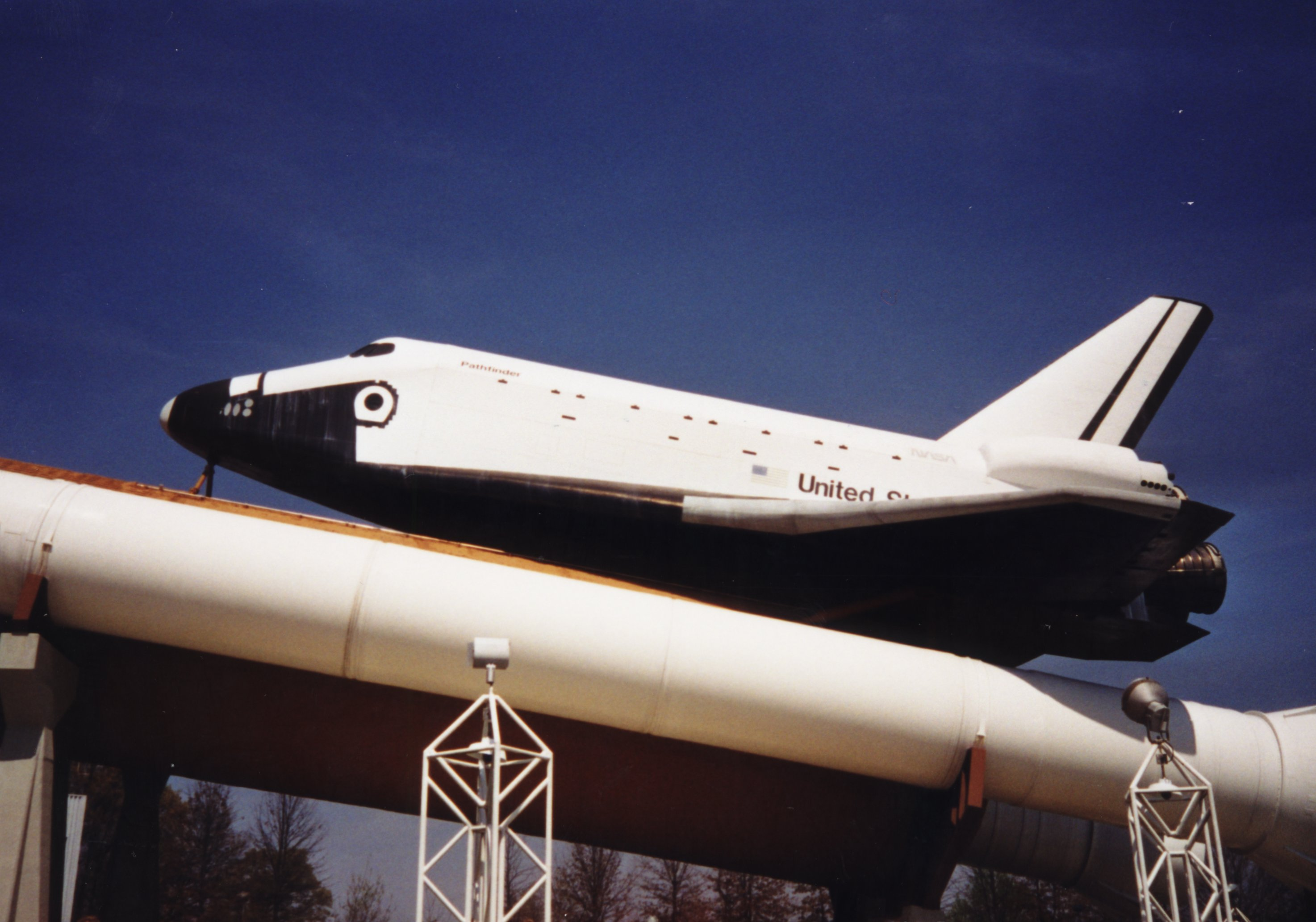
合衆国宇宙ロケットセンターで展示されているパスファインダー
（2000年代初頭の撮影）

当展で展示された実物大のシャトル、「パスファインダー」（展示名称は「スペースシャトルオービター098実験機「パスファインダー号」（改修機））は、実際にスペースシャトル計画のために製作された実物大モックアップが、当展のためにNASAの協力を得て特別に提供されたものである。
このモックアップは、地上において乗組員の訓練やオービターの移動手順の確認等の際に実際のオービターを用いることなく行えるように製作されたもので、外形サイズのみが再現された、宇宙船としての機能はまったくないものだが、形状および各部の寸法、重量は実際のオービターと同一に造られている。使用後は倉庫に保管されていたが、当展の主催企業がNASAより購入し、展示にあたり、アメリカの航空宇宙関連企業、テレダイン・テクノロジーズによって、グラスファイバーや各種金属素材を用いて、外観を極力実物のオービターに近づけた形に改装された。
改装されたモックアップは、1983年4月22日にアラバマ州ハンツビルのマーシャル宇宙飛行センターで行われた貸与式の後、26個のコンポーネンツに分割されて日本へ運び込まれ、会場で組み立てられた。日本で展示された後、アラバマ州ハンツビルの合衆国宇宙ロケットセンターに寄贈され、再び分割・解体された後にアメリカに移送された。同センターでは引き渡された改装モックアップに二代目「パスファインダー」の名称と名誉機体番号として STA-098 を正式に贈り、オービタの先駆者として歴代シャトルにその名を連ねさせた。
後に、二代目パスファインダーは外部燃料タンクの試作品（MPTA-ET）と、チャレンジャー事故後に新たに開発された新型固体ロケットブースタの試作品を装着して、同センターの中庭に展示されている。

## 開催日程
東京展
- 会期 - 1983年6月24日 - 8月23日
- 第一会場 - 中央区紅葉川広場（日本橋高島屋前）
- 第二会場 - 髙島屋東京店(現在の日本橋店)8階催事場

大阪展 - 1983年10月8日 - 1984年1月31日
- 第一会場 - なんばCITY屋上特設会場
- 第二会場 - 髙島屋大阪店屋上特設会場

名古屋展
- 会期 - 1984年3月10日 - 5月27日
- 会場 - ナガシマスパーランド内特設会場（三重県桑名市）